# World Curling Tour
Die World Curling Tour (WCT) ist eine 1992 eingeführte Serie hochklassiger internationaler Curling-Turniere. Die meisten Wettkämpfe der Tour finden dabei in Kanada statt. Die Curling-Saison der WCT beginnt üblicherweise im September und endet im April des folgenden Jahres.
Es gibt keinen offiziellen Gesamtsieg oder ein Tour-Finale, es wird lediglich eine Liste der von den registrierten Mannschaften gesammelten Preisgelder geführt. Turniere, registrierte Mannschaften und die Geldrangliste sind getrennt nach Frauen- und Herrenmannschaften.
Die Formate der einzelnen Wettkämpfe sind sehr unterschiedlich, also etwa die Anzahl der teilnehmenden Mannschaften und der Modus, nach welchem der Sieger des Turniers ermittelt wird. Auch die Start- und Preisgelder und die Auswahl der Mannschaften wird vom Veranstalter des Wettkampfes selbst festgelegt.
Üblicherweise dauert ein einzelner Wettkampf drei bis vier Tage und endet an einem Sonn- oder Montag. Die reguläre Länge der einzelnen Spiele beträgt meist 8 Ends, statt – wie etwa bei den Curling-Weltmeisterschaften – 10 Ends, schon allein der großen Anzahl der pro Wettkampftag auszutragenden Spiele wegen.